# D979 (Ardennes)
De D979 is een departementale weg in het Franse departement Ardennes met een lengte van 17 kilometer. De weg loopt van Charleville-Mézières via Gespunsart naar de grens met België. In België loopt de weg als N810 verder naar Bouillon en als N935 verder naar Vresse-sur-Semois.

## Geschiedenis
In 1933 werd de N379 gecreëerd. Deze weg liep van Charleville-Mézières naar de grens met België. In 1973 werd de weg overgedragen aan het departement Ardennes, omdat de weg geen belang meer had voor het doorgaande verkeer. De weg is toen omgenummerd tot D979.